# Lavinia Fitzalan-Howard, Duchess of Norfolk
Lavinia Mary Fitzalan-Howard, Duchess of Norfolk LG, CBE (geborene Strutt, * 22. März 1916; † 10. Dezember 1995) war eine britische Adlige.

## Leben
Sie war die Tochter des Algernon Strutt, 3. Baron Belper, aus dessen erster Ehe mit Hon. Eva Bruce, Tochter des 2. Baron Aberdare.
Am 27. Januar 1937 heiratete sie Bernard Fitzalan-Howard, 16. Duke of Norfolk. Als dessen Gattin führte sie fortan den Höflichkeitstitel Duchess of Norfolk. Aus der Ehe gingen vier Töchter hervor:
- Anne Elizabeth Fitzalan-Howard, 14. Lady Herries of Terregles (1938–2014), ⚭ 1985 Colin Cowdrey, Baron Cowdrey of Tonbridge;
- Mary Katharine Fitzalan-Howard, 15. Lady Herries of Terregles (1940–2017), ⚭ 1986 Anthony Mumford, Group Captain der Royal Air Force;
- Lady Sarah Margaret Fitzalan-Howard (1941–2015) ⚭ 1988 Nigel Clutton;
- Theresa Jane Fitzalan-Howard, 16. Lady Herries of Terregles (* 1945) ⚭ 1975 Michael Kerr, 13. Marquess of Lothian.

1971 wurde sie in Anerkennung ihres wohltätigen Engagements als Commander des Order of the British Empire ausgezeichnet. Nachdem ihr Gatte 1975 gestorben war, folgte sie ihm im Amt des Lord Lieutenant von West Sussex nach und hatte dieses bis zu ihrem Tod inne. Ebenso übernahm sie das Amt des Steward der Pferderennbahn von Goodwood in West Sussex. 1990 wurde sie als erste Frau außerhalb der königlichen Familie als Lady Companion in den Hosenbandorden aufgenommen.
Sie starb im Dezember 1995 im Alter von 79 Jahren.